# Wisam El Abdy
Wisam El Abdy (ur. 2 kwietnia 1979 w Safakisie) – tunezyjski piłkarz grający na pozycji obrońcy.

## Kariera klubowa
El Abdy jest wychowankiem klubu CS Sfaxien. W jego barwach zadebiutował w 1999 w lidze tunezyjskiej. W 2000 roku wywalczył Arabski Puchar Mistrzów, a w 2003 roku sięgnął po Puchar Ligi Tunezyjskiej. W 2004 roku po raz drugi wygrał Arabską Ligę Mistrzów, a także pierwszy raz w karierze zdobył Puchar Tunezji. Natomiast w 2005 roku został mistrzem kraju, a rok później dotarł do finału Ligi Mistrzów (1:1, 0:1 z Al-Ahly Kair).
Latem 2006 El Abdy wyjechał do Egiptu i podpisał kontrakt z tamtejszym Zamalekiem Kair, gdzie był drugim obok Aymena Ben Zekriego Tunezyjczykiem w zespole. W 2009 roku wrócił do Tunezji i do 2010 roku grał w Espérance Tunis.

## Kariera reprezentacyjna
W reprezentacji Tunezji El Abdy zadebiutował w 2005 roku. W 2008 roku został powołany przez Rogera Lemerre na Puchar Narodów Afryki 2008.